# Catholic Theological Union
 (mai 2025).
La Catholic Theological Union (CTU) est une école supérieure de théologie catholique située à Chicago, dans l'État de l'Illinois, aux États-Unis. Fondée en 1968, elle est l'une des plus grandes écoles de théologie catholique dans le monde anglophone. Elle forme des hommes et des femmes, laïcs et religieux, pour des ministères ordonnés et non ordonnés au sein de l'Église catholique. La CTU est dirigée par des religieux et des laïcs, et près d'un tiers de ses étudiants sont internationaux, provenant de plus de 40 pays.

## Histoire
La CTU a été fondée en 1968 à la suite du Concile Vatican II, lorsque trois ordres religieux — les Franciscains, les Passionistes et les Servites — ont décidé de fusionner leurs programmes de théologie pour créer une institution collaborative. Inspirée par un discours du cardinal Léon-Joseph Suenens en 1964 à l'Université de Chicago, qui prônait des séminaires urbains, écuméniques et ancrés dans des centres académiques, la CTU s'est établie dans le quartier de Hyde Park, à proximité de l'Université de Chicago. 

## Mission et programmes
La mission de la CTU est de former des leaders pour l'Église, capables de témoigner de l'Évangile à travers la justice, l'amour et la paix. Elle propose une variété de programmes académiques, incluant des maîtrises (Master of Divinity, Master of Arts in Theology, Master of Arts in Pastoral Studies) et des certificats spécialisés, tels que :
- Théologie hispanique et ministère
- Théologie noire et ministère
- Études interreligieuses
- Spiritualité biblique
- Justice réparatrice et réconciliation

La CTU met l'accent sur l'écuménisme, le dialogue interreligieux et la justice sociale, avec des initiatives comme le Bernardin Center, qui promeut le dialogue catholique-juif et catholique-musulman, ainsi que le Schreiter Institute, dédié à la théologie de la réconciliation.

## Bibliothèque et ressources
La bibliothèque principale de la CTU, nommée Paul Bechtold Library en l'honneur de son président-fondateur, abrite environ 150 000 volumes, 500 périodiques et des collections spécialisées sur les ordres religieux, le dialogue interreligieux et la théologie pastorale. Elle offre également des ressources numériques comme JSTOR et ATLA pour les étudiants et chercheurs.

## Corps professoral et anciens élèves notables
La CTU compte des professeurs renommés, tels que :
- Steven P. Millies, professeur de théologie publique, spécialiste de la religion et de la politique aux États-Unis ;
- Stephen B. Bevans, spécialiste de la mission et de la culture ;
- John Dominic Crossan, bibliste spécialiste du Nouveau Testament.

## Initiatives et centres
La CTU abrite plusieurs centres et programmes distinctifs, notamment :
- Bernardin Center for Theology and Ministry : axé sur le dialogue interreligieux et la réduction des polarisations au sein de l'Église.
- Catholic-Muslim Studies Program : pour approfondir les relations entre chrétiens et musulmans.
- Catholics on Call : initiative pour accompagner les jeunes adultes dans le discernement de leur vocation[2].

## Vie étudiante
Située dans le dynamique quartier de Hyde Park, la CTU offre un environnement riche en diversité culturelle et en opportunités pastorales grâce à sa proximité avec les 9 millions d'habitants de la région de Chicago. Les étudiants participent à des retraites, des stages pastoraux et des activités communautaires, favorisant une formation intégrant spiritualité, académisme et engagement social.